# Ulrich Nieß
Ulrich Nieß (* 27. Juli 1960 in Trier) ist ein deutscher Historiker und Archivar.

## Leben
Das Studium an der Universität des Saarlandes schloss Ulrich Nieß 1987 mit dem 1. Staatsexamen in Geschichte, Mathematik und Sozialkunde ab. Gefördert von der Studienstiftung des Deutschen Volkes promovierte er 1990 bei Reinhard Schneider über ein Thema zur mittelalterlichen Deutschordensgeschichte. Nach Tätigkeiten als wissenschaftlicher Mitarbeiter in Saarbrücken an den Lehrstühlen von Jörg K. Hoensch und Reinhard Schneider absolvierte er 1991 bis 1993 ein Referendariat für den höheren Archivdienst in Karlsruhe, Marburg und Bonn und wechselte nach Ausbildungsende ans Stadtarchiv Mannheim, wo er die Abteilungsleitung des Zwischenarchivs mit EDV übernahm. Ende 2000 wurde er in Nachfolge von Jörg Schadt zum Leiter des Stadtarchivs Mannheim ernannt, das 2004 den Namenszusatz Stadtarchiv Mannheim – Institut für Stadtgeschichte erhielt und im März 2018 in MARCHIVUM umbenannt wurde. 2016 ernannte ihn die Universität Mannheim zum Honorarprofessor.
Nach 30 Jahren Tätigkeit am Mannheimer Stadtarchiv Marchivum,  davon 25 Jahre als Leiter, wurde Ulrich Nieß am 4. Juli 2023 mit einem Festakt  in den Ruhestand verabschiedet.

## Leistungen
Unter Leitung von Ulrich Nieß verstärkte das Mannheimer Stadtarchiv – ISG zusammen mit seinen beiden Fördervereinen, dem Mannheimer Architektur- und Bauarchiv und dem Verein der Freunde des Stadtarchivs – ISG, seine Publikations- und Ausstellungstätigkeit zu Themen über die Geschichte der Stadt Mannheim und der angrenzenden Region. Er selbst verfasste zahlreiche Aufsätze und Artikel zur Mannheimer Stadtgeschichte.
Unter den von ihm herausgegebenen Publikationen ragen die zwischen 2007 und 2009 erschienene dreibändige Geschichte der Stadt Mannheim sowie das sechsbändige Werk Mannheim und seine Bauten 1907–2007 heraus. 2006 wurde Nieß zum Leitenden Stadtarchivdirektor, 2011 zum Stadtdirektor ernannt. Er ist u. a. Gutachter bei der Deutschen Forschungsgemeinschaft, Mitglied der Kommission für geschichtliche Landeskunde in Baden-Württemberg, im Vorstand des Vereins deutscher Archivarinnen und Archivare und bei der Bundeskonferenz der Kommunalarchive im Deutschen Städtetag.

## Auszeichnungen
- 1993: 1. Wissenschaftspreis der Stiftung Ostdeutscher Kulturrat
- 2011: Bloomaulorden

## Schriften (Auswahl)
- Hochmeister Karl von Trier (1311–1324): Stationen einer Karriere im Deutschen Orden (Quellen und Studien zur Geschichte des Deutschen Ordens 47), Marburg 1992, ISBN 3-7708-0976-9
- Die trügerische Idylle – Carl Spitzweg und der Mannheimer Kunstverein. Mit einem Beitrag zum Bestand Kunstverein im Stadtarchiv (Kleine Schriften des Stadtarchivs Mannheim 8), Mannheim 1997, ISBN 3-926260-35-1
- (zs. mit Michael Oberweis) Ein rebellisches Dorf und ein gefangener Papst. Mannheim vor der Stadtgründung (Kleine Schriften des Stadtarchivs 21), Mannheim 2004, ISBN 3-926260-61-0
- (Hrsg. zs. mit Michael Caroli): Geschichte der Stadt Mannheim, 3 Bde., hrsg. im Auftrag der Stadt Mannheim, Heidelberg u. a. 2007–2009, ISBN 978-3-89735-487-6

## Belege
1. ↑  Dr. Ulrich Nieß erhält Honorarprofessur an der Universität Mannheim Universität Mannheim 22. Juli 2016
2. ↑  S. W. R. Aktuell: Mannheim: Marchivum-Chef Ulrich Nieß geht in den Ruhestand. 4. Juli 2023, abgerufen am 31. August 2023.

| Personendaten    | Personendaten                     |
| ---------------- | --------------------------------- |
| NAME             | Nieß, Ulrich                      |
| KURZBESCHREIBUNG | deutscher Historiker und Archivar |
| GEBURTSDATUM     | 27. Juli 1960                     |
| GEBURTSORT       | Trier                             |